# 沙庆林
沙庆林（1930年5月7日—2020年2月23日），江苏宜兴人，中国公路工程专家。1995年当选为中国工程院院士。

## 生平
1952年毕业于交通大学，1957年获莫斯科公路学院副博士学位。
2020年2月23日病逝，享壽89歲。